# Dolichopeza angustaxillaris
Dolichopeza angustaxillaris är en tvåvingeart som först beskrevs av Alexander 1930.  Dolichopeza angustaxillaris ingår i släktet Dolichopeza och familjen storharkrankar. Inga underarter finns listade i Catalogue of Life.